# Básil Chartabíl
Básil Chartabíl (arabsky باسل خرطبيل‎), v anglické transkripci známý též jako Bassel Khartabil nebo Bassel Safadi (arabsky باسل صفدي‎), (22. května 1981 Damašek – 3. října 2015) byl palestinsko-syrský vývojář otevřeného softwaru vězněný syrským režimem.
Od 15. března 2012 byl zadržován ve věznici Adra v Damašku. V říjnu 2015 byl přesunut na neznámé místo, nejspíš kvůli procesu před vojenským soudem. 11. listopadu 2015 se objevily nepotvrzené zprávy, že byl odsouzen k trestu smrti. V srpnu 2017 jeho manželka zveřejnila informaci, že Chartabíl byl popraven syrskou vládou krátce po svém zmizení v roce 2015.

## Život
Chartabíl se narodil v Damašku. Věnoval se vývojářství otevřeného softwaru. Byl technologickým ředitelem ve výzkumné společnosti Aiki Lab, kterou založil, a ve společnosti Al-Aous, která se věnuje vydavatelské a výzkumné činnosti v oblasti archelogoie a umění v Sýrii. Byl vedoucím projektu Creative Commons Syria, přispíval do vývoje prohlížeče Firefox, tvorby Wikipedie a do dalších projektů jako Openclipart, Fabricatorz a Sharism.
Jeho posledním projektem byla trojrozměrná fotorealistická rekonstrukce památek v městě Palmýra v Sýrii, jejichž existence byla ohrožena po okupaci Islámským státem.

## Zatčení a věznění
Dne 15. března 2012, v den prvního výročí vypuknutí syrského povstání v rámci tzv. Arabského jara, byl Chartabíl zatčen v Damašku jednotkou vojenské rozvědky. Pět dní byl vyslýchán a mučen, následně byl devět měsíců v izolaci. 9. prosince 2012 byl obviněn vojenským prokurátorem z „ohrožování státní bezpečnosti“ a přemístěn do věznice Adra v Damašku.
Za jeho propuštění vznikla iniciativa kampaň #FREEBASSEL.V prosinci 2013 byla vysoká představitelka Unie pro zahraniční věci a bezpečnostní politiku Catherine Ashtonová interpelována před Evropským parlamentem v Chartabílově věci. 18. března 2014 byla zveřejněna její písemná odpověď, ve které Ashtonová uvádí, že „lituje pokračujícího věznění Bassela Safadiho Khartabila, sdílí obavy o jeho situaci a velmi blízce ji sleduje“.
Dne 21. dubna 2015 Pracovní komise OSN pro svévolné zadržování (WGAD) vydala vyjádření k Chartabílovu případu a požádala o jeho okamžité propuštění. Podle WGAD Kharbatilovo zadržování porušuje články 9, 14 a 19 Mezinárodního paktu o občanských a politických právech, který Sýrie ratifikovala v roce 1969.
V říjnu 2015 byl přesunut na neznámé místo, nejspíš kvůli procesu před vojenským soudem. 11. listopadu 2015 se objevily nepotvrzené zprávy, že byl odsouzen k trestu smrti. Teprve v srpnu 2017 přinesla Jimmy Wales Foundation zprávu o tom, že Chartabíl byl popraven již záhy po zmizení v roce 2015. Tuto zprávu následně prostřednictvím Facebooku potvrdila jeho žena Noura Ghazi.

## #FREEBASSEL

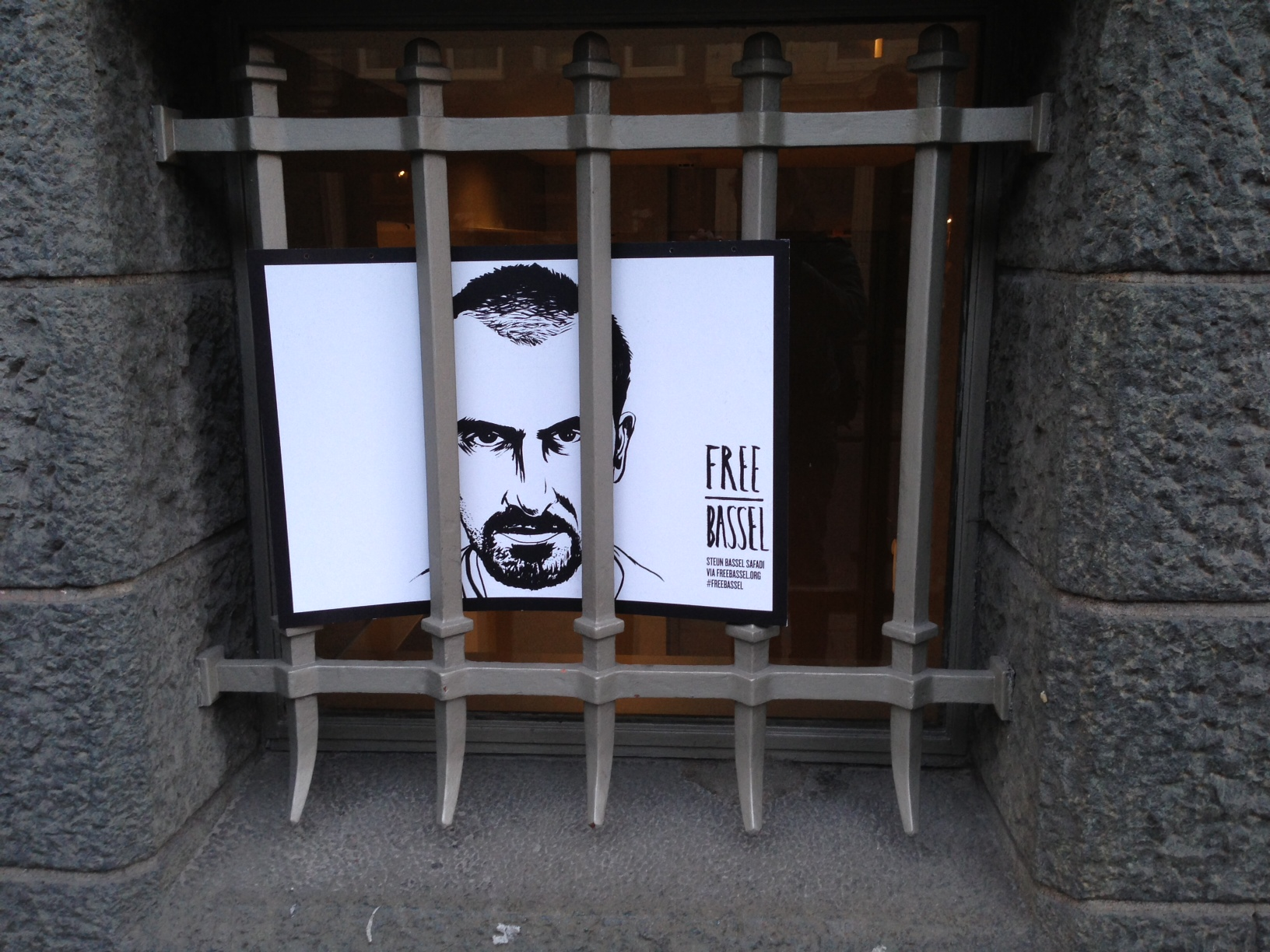
Plakát kampaně #FREEBASSEL

Když na začátku července 2012 vešlo věznění Chartabíla ve známost, vznikla kampaň na jeho okamžité propuštění. Syrskou vládu s žádostí oslovily významné společnosti jako Mozilla, Wikipedie, Global Voices, EFF a Creative Commons i významné osobnosti, např. Lawrence Lessig, Joi Ito, Mitchell Baker, Jillian York, Mohamed Nanabhay and Barry Threw.
V říjnu 2012 Amnesty International upozornila na špatné zacházení s Chartabílem a dokonce jeho mučení.
Po dobu trvání kampaně proběhly i různé místní akce na Chartabílovu podporu, např. v Tchaj-peji, Soulu a dalších místech. Koordinované akce se konaly zejména 15. března na tzv. #FREEBASSELDAY. V letech 2014 a 2015 byl jeho součástí i editační maraton Wikipedie a v roce 2015 i virtuální editační maraton pro arabskou Wikipedii, který zorganizovala Creative Commons Arab World. V lednu 2014 z iniciativy hudebního publicisty Marca Weidenbauma proběhl projekt na dokončení trojrozměrné vizualizace Palmýry a vytvoření hudebních kompozic, které by doplnily soundscape k této vizualizaci. Na výzvu vzniklo 38 hudebních skladeb.
Na Chartabílovu narozeniny 22. května 2013 vzniklo několik přání k narozeninám, na které Chartabílova matka reagovala dopisem, ve kterém napsala: „Jen chci, aby byl volný, modlím se za to, aby byl na svobodě, a za jeho přátele, kteří věří a pracují na Básilově osvobození.“
Na Den lidských práv, 10. prosince 2014, uspořádala iniciativa Global Voices akce na prolomení ticha kolem Chartabílova věznění.
Po přesunu Chartabíla na neznámé místo, nejspíš kvůli vojenskému soudu, a po vydání nové zprávy Amnesty International o případu, vznikl 7. října 2015 dopis, ve kterém tři desítky lidskoprávních organizací v čele s Human Rights Watch požadují zveřejnění informací o Chartabílově osudu. Správní rada Creative Commons 17. října 2015 vydala rezoluci vyzývající k propuštění Chartabíla.
Dne 21. října 2015 byl spuštěn projekt New Palmyra (Nová Palmýra), v němž má být využito Chartabílových výsledků v trojrozměrném modelování a dalších výzkumů dat o Palmýře. MIT Media Lab 22. října 2015 nabídl Chartabílovi, aby jako výzkumník pracoval na projektech, které by zpřístupnily historii Sýrie světu.
Dne 9. listopadu 2015 vyšla kniha 44 různých autorů The Cost of Freedom: A Collective Inquiry, která spojuje úvahy nad prací a osudy Básila Chartabíla a eseje o svobodné kultuře.

## Ocenění
Americký časopis Foreign Policy uvedl Básila Chartabíla a Rimu Daliho jako devatenácté v seznamu Top Global Thinkers (největších globálních myslitelů) za to, že „navzdory všemu trvají na pokojné syrské revoluci“.
Časopis Index on Censorship udělil v březnu 2013 Chartabílovi cenu Digital Freedom Award.

## Osobní život
V dubnu 2011 se Chartabíl při návratu z demonstrace seznámil s právničkou a lidskoprávní aktivistkou Nourou Ghaziovou a v roce 2012 měli mít svatbu. Chartabíl byl zatčen několik dní před podpisem svatební smlouvy, což se tak stalo až o rok později, když byl už ve vězení.